# King's Ransom (film 2005)
King's Ransom è un film del 2005 diretto da Jeffrey W. Byrd e scritto da Wayne Conley.

## Trama
Malcolm King è un ricco, egoista, e odioso uomo d'affari che sta per divorziare da sua moglie Renee. La donna ha in programma di rovinarlo finanziariamente nel corso del procedimento giudiziario e Ransom è disposto a fare qualsiasi cosa per proteggere la sua fortuna.
Si mette così d'accordo con la sua amante, Peaches e con suo fratello Herb, per inscenare un finto rapimento. Il loro scopo è quello di richiedere un grosso risarcimento, per mettere in questo modo i soldi al sicuro dalla moglie.
Purtroppo per lui, altre due persone hanno piani simili, Angela, una dipendente lesa e Corey, che vive nel seminterrato della nonna e ha bisogno di 10.000$ dopo essere stato minacciato da sua sorella adottiva.